# 新潟県道104号羽生田停車場線
新潟県道104号羽生田停車場線（にいがたけんどう104ごう はにゅうだていしゃじょうせん）は、新潟県南蒲原郡田上町内の一般県道。

## 概要
- 陸上距離：約100m
- 起点：南蒲原郡田上町大字羽生田字根廻丙（＝羽生田駅）
- 終点：南蒲原郡田上町大字羽生田（羽生田駅前交差点＝国道403号交点）

JR信越本線・羽生田駅の駅前通り。田上町羽生田地区の中心部にあたる。

## 通過する自治体
- 新潟県
  - 南蒲原郡田上町

## 主な接続路線
- 国道403号（羽生田駅前交差点）

## 別名・通称
- 羽生田駅前通り